# Epiblema costipunctana
Epiblema costipunctana es una especie de polilla del género Epiblema, familia Tortricidae.
Fue descrita científicamente por Haworth en 1811. 
Su envergadura es de 13-18 mm. Las polillas vuelan de mayo a julio y nuevamente desde finales de julio a septiembre. Las larvas se alimentan de Jacobaea vulgaris.

## Distribución
Se encuentra en Reino Unido.